# Podargus papuensis
El podargo papú (Podargus papuensis) es una especie de ave caprimulgiforme de la familia Podargidae.

## Descripción

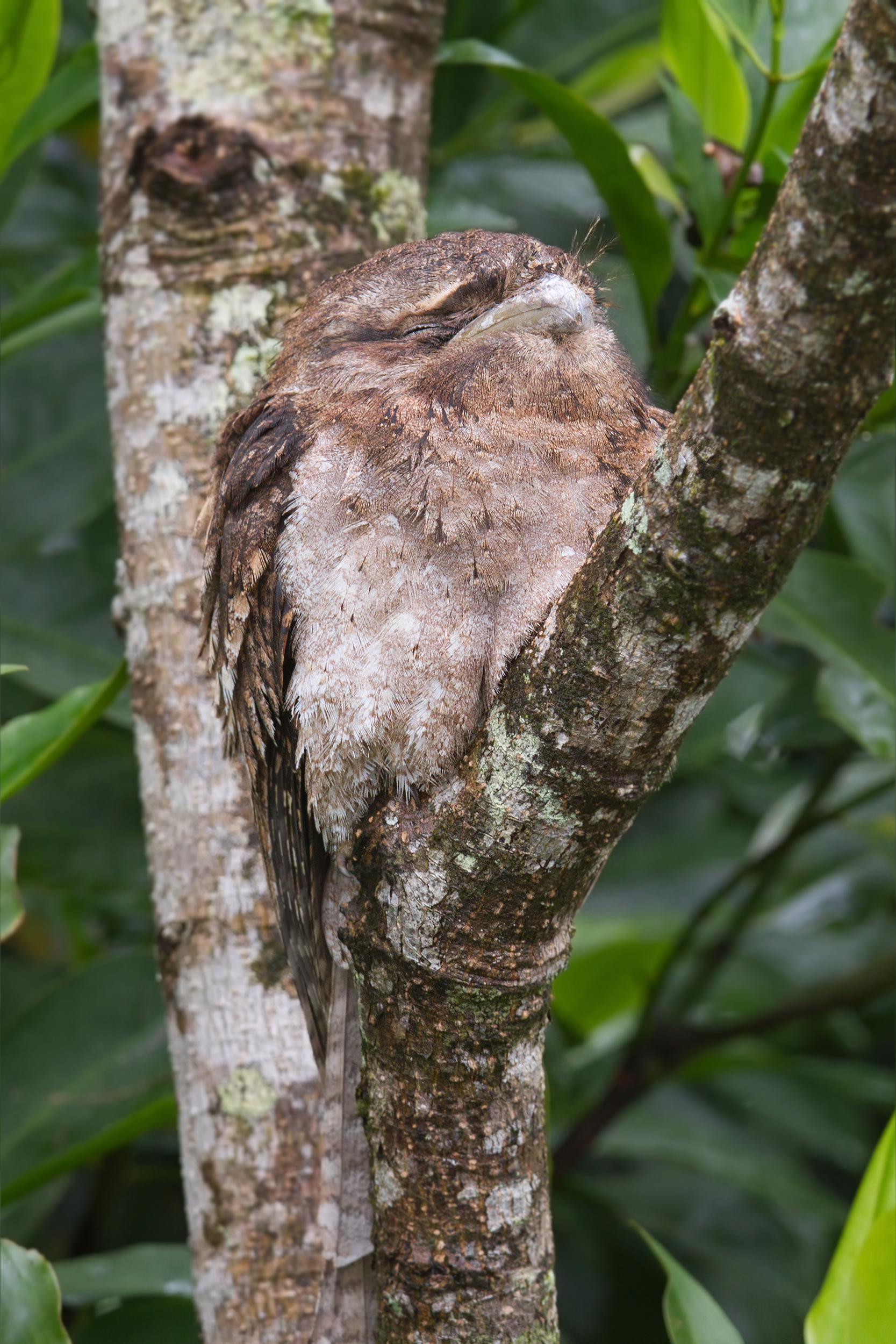
Macho en un árbol.

La especie es la más grande de los podárgidos en términos de longitud. El promedio de tamaños indica que solo está detrás de los neotropicales nictibio grande (Nyctibius grandis) y guácharo (Steatornis caripensis) —si este último fuera un miembro verdadero del orden—, las especies más grandes del orden Caprimulgiformes. En promedio, estas aves tienen aproximadamente 53 cm (21 pulgadas), con una variación de 50 a 60 cm (20 a 24 pulgadas). El peso promedio de esta especie es de 414 g (14.6 oz) en los machos y 314 g (11.1 oz) en las hembras, con un variación total de 290 a 570 g (10 a 20 oz). El podargo australiano (Podargus strigoides) es menor en promedio, pero es capaz de alcanzar un peso máximo más alto. El podargo papú tiene un pico abulbado, ojos rojizos, lista superciliar color crema, cola larga y alas oscuras. El macho es un poco más grande, más oscuro y veteado en apariencia. La hembra es más rojiza en apariencia.

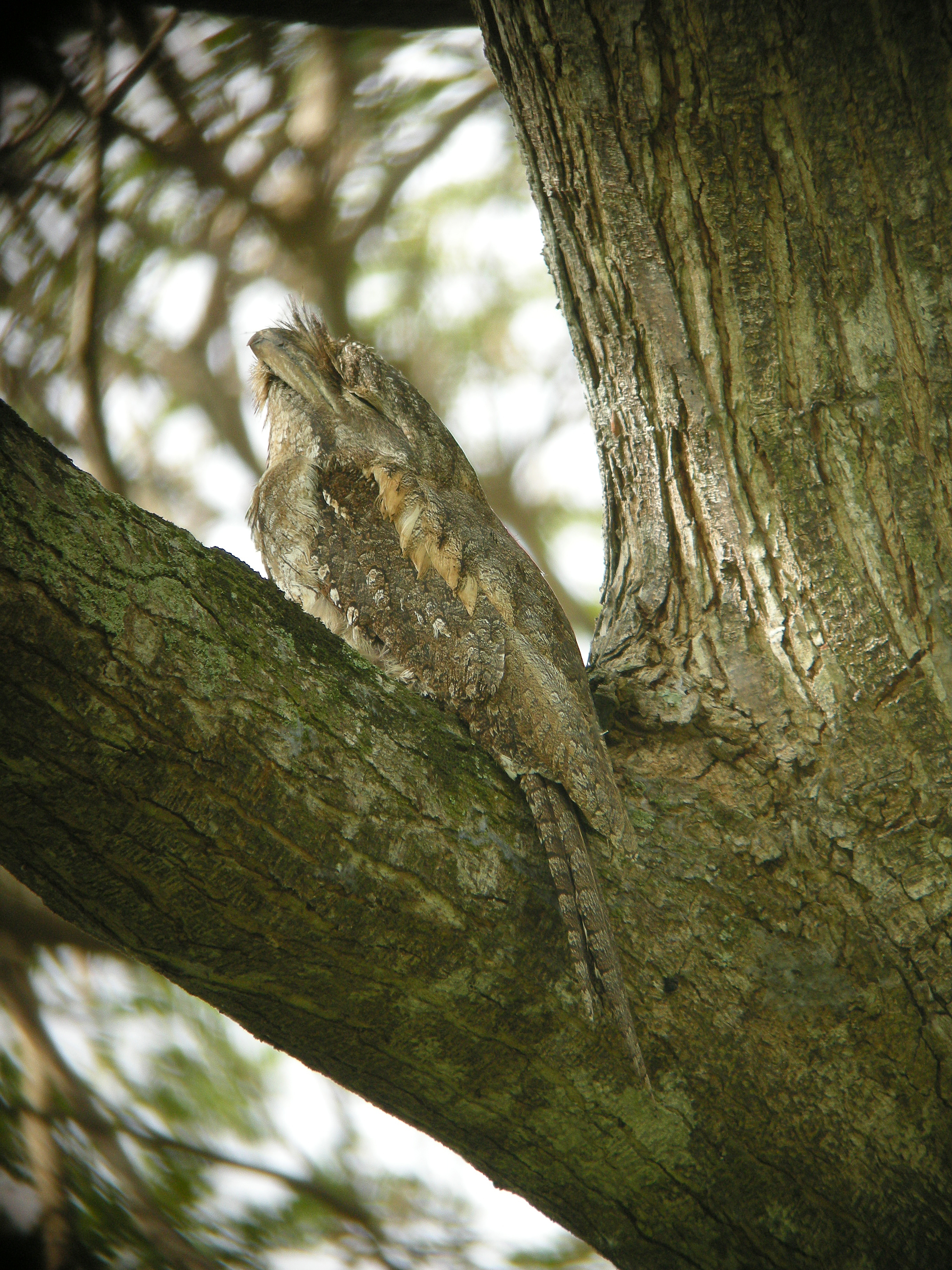
Un podargo papú en Papúa Nueva Guinea.

P. p. baileyi es más pequeño y oscuro.  P. p. rogersi es más grande y pálido.
Especies similares incluyen al podargo australiano, pero el podargo papú es más grande, tiene ojos rojizos, una cola más larga y alas más oscuras.

## Taxonomía
La especie fue descrita originalmente por el zoólogo Jean René Constant Quoy y el naturalista Joseph Paul Gaimard en 1830.
Existen tres subespecies: P. p. papuensis, P. p. baileyi y P. p. rogersi.

## Distribución y hábitat
Se encuentra en Australia, Indonesia, Papúa Nueva Guinea, en el estrecho de Torres y en otras islas.
El hábitat natural de esta especie son los bosques húmedos de tierras bajas subtropicales o tropicales.

## Comportamiento

### Llamado
El llamado es un resonante «ooom» o un «hoot» carcajeante. Generalmente se escucha después del anochecer y antes del amanecer.

### Reproducción
La temporada de apareamiento comienza de agosto a enero. La hembra pone uno o dos huevos blanquecinos en un nido hecho con unas ramitas colocado en la unión de unas ramas.

### Alimentación
El podargo papú es un animal estrictamente nocturno. Se alimenta de grandes insectos que encuentra en el suelo.
Se ha especulado que el podargo papú puede secretar una sustancia en su boca que atrae a las moscas. Según varios observadores, es capaz de esperar con la boca abierta a las moscas que entran investigando el olor.